# Monta Ellis
Pour les articles homonymes, voir Ellis.
Monta Ellis, né le 26 octobre 1985 à Jackson, est un joueur américain de basket-ball évoluant au poste d'arrière (« combo guard »). Ellis est passé directement du lycée à la NBA en 2005. En 2007, il est élu joueur ayant le plus progressé.

## Biographie

### Avant la NBA
Alors qu'il joue au lycée Lanier de Jackson, Parade Magazine l'élit meilleur lycéen 2005 avec Greg Oden. Il choisit l'université d'État du Mississippi en 2005 avant d'opter pour la Draft de la NBA. En 4 années de lycée, il affiche des moyennes de 28,9 points, 4,9 passes décisives, 5,2 rebonds et 3,1 interceptions par match avec 78,0 % de réussite aux lancers francs, 46,1 % aux tirs dont 43,5 % à 3 points. Pour sa dernière année, il réussit 38,4 points, 6,8 passes, 7,9 rebonds et 4,5 interceptions par match, avec une adresse de 80,0 % aux lancers, 46,0 % aux tirs dont 48,0 % à 3 points.

### Carrière NBA

#### Warriors de Golden State (2005-Mar.2012)
Il est drafté au second tour (40e choix) de la Draft 2005 de la NBA par les Warriors de Golden State avec Ike Diogu.
Il ne joue que 49 matchs lors de sa première saison à cause d'une blessure au genou.
Mais il est quand même invité au Rookie Challenge organisé pendant le NBA All-Star Game, lors duquel il marque 28 points (à 13/16) permettant à l'équipe des sophomores de l'emporter.
Le 24 janvier 2007, Ellis réussit son premier tir pour la victoire à la sirène lors de la victoire des Warriors 110-109 contre les Nets du New Jersey.
Le 24 février, Ellis établit son record personnel de 13 passes décisives contre les Clippers de Los Angeles.
Le 25 avril, il reçoit le trophée du joueur ayant le plus progressé en 2006-2007 d'une courte tête devant Kevin Martin après une saison dans laquelle il a marqué 16,5 points en moyenne contre 6,8 points durant son année rookie en étant titulaire à 53 reprises contre 3 lors de son année rookie.
Durant la saison 2007-2008, Ellis réussit de bonnes performances (20,2 points, 5 rebonds, 3,9 passes décisives et 1,5 interception par rencontre) mais les Warriors de Golden State ne se qualifient pas pour les playoffs. Au cours de la saison 2009-2010 il bat sa moyenne de points en une saison mais les Warriors de Golden State finissent avant-derniers de la conférence Ouest.

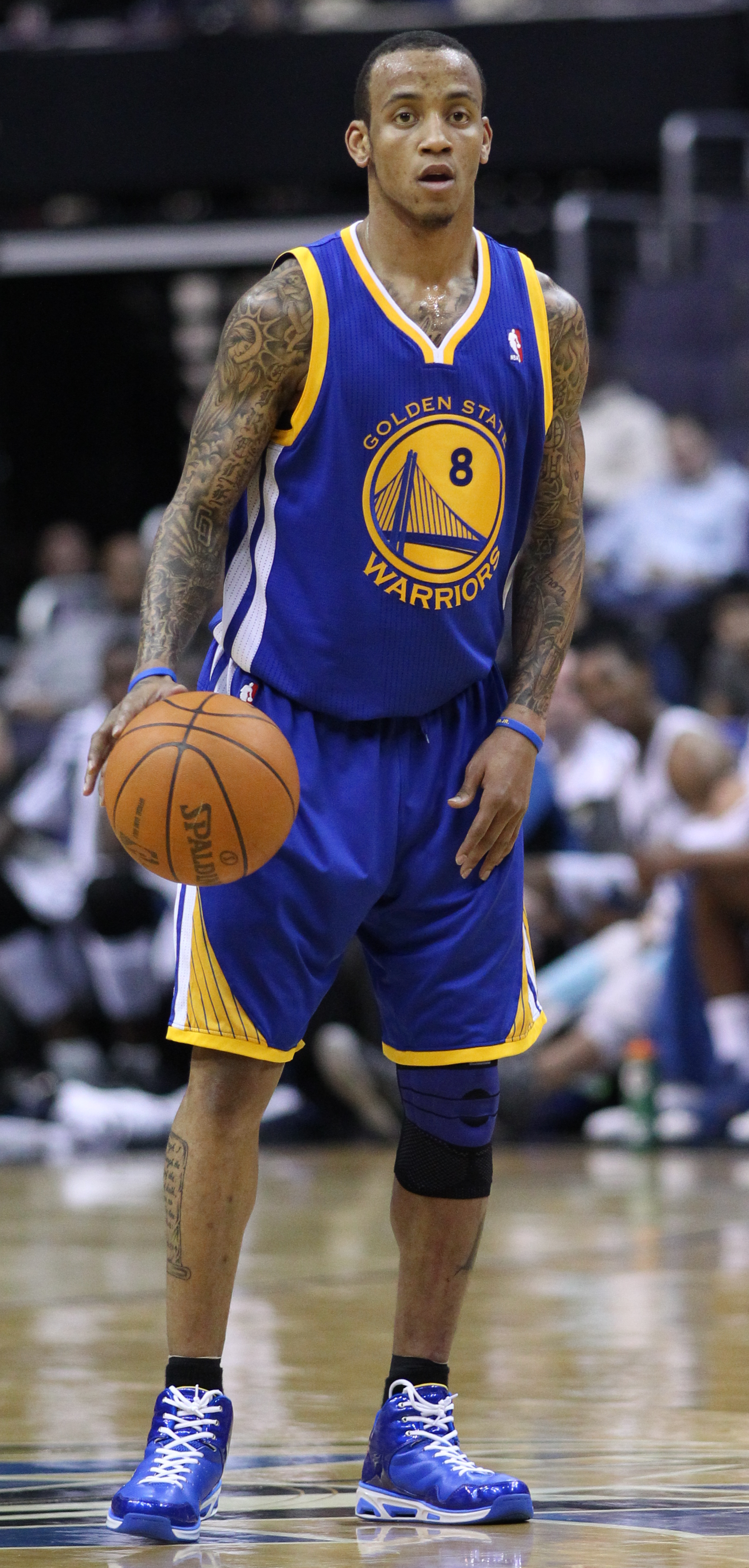
Monta Ellis en mars 2011.

Le 7 février 2012, Ellis bat son record de points en carrière en inscrivant 48 unités contre le Thunder d'Oklahoma City dans un match où son équipe s'incline sur le score de 119 à 116.

#### Bucks de Milwaukee (Mar.2012-2013)
Le 13 mars 2012, Ellis est envoyé aux Bucks de Milwaukee avec Ekpe Udoh et Kwame Brown contre Andrew Bogut et Stephen Jackson.

#### Mavericks de Dallas (2013-2015)
Durant la free agency de l'été 2013, il renonce à une année de contrat à Milwaukee et choisit de rejoindre les Mavericks de Dallas en tant qu'agent libre.

#### Pacers de l'Indiana (2015-2017)
Le 2 juillet 2015, il signe un contrat avec les Pacers de l'Indiana pour un montant de 44 000 000$ sur 4 ans.

## Palmarès et distinctions

### Au Lycée
- 1x McDonald's All-American Team (2005).
- 1x Mr. Basketball USA (2005).
- 1x First-team Parade All-American (2005).

### En NBA
- 1x NBA Most Improved Player en 2007.
- 2x Joueur ayant joué le plus de minutes en moyenne par match en 2010 (41,4) et 2011 (40,3).
- 5x Joueur de la semaine (3 fois de la Conférence Est, 2 fois de la Conférence Ouest).

## Statistiques

### Saison régulière
gras = ses meilleures performances
Statistiques en saison régulière de Monta Ellis
| Saison    | Équipe       | Matchs | Titul. | Min./m | % Tir | % 3pts | % LF | Rbds/m. | Pass/m. | Int/m. | Ctr/m. | Pts/m. |
| --------- | ------------ | ------ | ------ | ------ | ----- | ------ | ---- | ------- | ------- | ------ | ------ | ------ |
| 2005-2006 | Golden State | 49     | 3      | 18,1   | 41,5  | 34,1   | 71,2 | 2,14    | 1,59    | 0,65   | 0,22   | 6,82   |
| 2006-2007 | Golden State | 77     | 53     | 34,3   | 47,5  | 27,3   | 76,3 | 3,16    | 4,14    | 1,71   | 0,27   | 16,52  |
| 2007-2008 | Golden State | 81     | 72     | 37,9   | 53,1  | 23,1   | 76,7 | 4,99    | 3,89    | 1,53   | 0,33   | 20,20  |
| 2008-2009 | Golden State | 25     | 25     | 35,7   | 45,1  | 30,8   | 83,0 | 4,32    | 3,72    | 1,56   | 0,32   | 18,96  |
| 2009-2010 | Golden State | 64     | 64     | 41,4   | 44,9  | 33,8   | 75,3 | 4,02    | 5,31    | 2,23   | 0,39   | 25,48  |
| 2011-2011 | Golden State | 80     | 80     | 40,3   | 45,1  | 36,1   | 78,9 | 3,51    | 5,62    | 2,10   | 0,29   | 24,11  |
| 2011-2012 | Golden State | 37     | 37     | 36,9   | 43,3  | 32,1   | 81,2 | 3,43    | 6,03    | 1,51   | 0,32   | 21,92  |
| 2011-2012 | Milwaukee    | 21     | 21     | 36,0   | 43,2  | 26,7   | 76,4 | 3,48    | 5,86    | 1,38   | 0,29   | 17,62  |
| 2012-2013 | Milwaukee    | 82     | 82     | 37,5   | 41,6  | 28,7   | 77,3 | 3,85    | 6,05    | 2,06   | 0,44   | 19,23  |
| 2013-2014 | Dallas       | 82     | 82     | 36,9   | 45,1  | 33,0   | 78,8 | 3,60    | 5,74    | 1,72   | 0,28   | 19,02  |
| 2014-2015 | Dallas       | 80     | 80     | 33,7   | 44,5  | 28,5   | 75,2 | 2,38    | 4,11    | 1,85   | 0,31   | 18,91  |
| 2015-2016 | Indiana      | 81     | 81     | 33,8   | 42,7  | 30,9   | 78,6 | 3,35    | 4,73    | 1,85   | 0,46   | 13,84  |
| 2016-2017 | Indiana      | 74     | 33     | 27     | 44,3  | 31,9   | 72,7 | 2,76    | 3,19    | 1,05   | 0,36   | 8,51   |
| Carrière  | Carrière     | 833    | 713    | 34,8   | 45,1  | 31,4   | 77,2 | 3,45    | 4,63    | 1,69   | 0,34   | 17,84  |

Dernière mise à jour effectuée le 18 avril 2020.

### Playoffs
| Saison   | Équipe       | Matchs | Titul. | Min./m | % Tir | % 3pts | % LF | Rbds/m. | Pass/m. | Int/m. | Ctr/m. | Pts/m. |
| -------- | ------------ | ------ | ------ | ------ | ----- | ------ | ---- | ------- | ------- | ------ | ------ | ------ |
| 2007     | Golden State | 11     | 6      | 21,6   | 39,0  | 11,1   | 82,1 | 2,27    | 0,91    | 0,91   | 0,18   | 8,00   |
| 2013     | Milwaukee    | 4      | 4      | 38,0   | 43,6  | 15,8   | 37,5 | 3,25    | 5,50    | 2,50   | 0,25   | 14,25  |
| 2014     | Dallas       | 7      | 7      | 35,6   | 40,9  | 35,3   | 87,1 | 2,43    | 2,86    | 1,29   | 0,14   | 20,43  |
| 2015     | Dallas       | 5      | 5      | 39,4   | 46,8  | 36,7   | 75,0 | 3,20    | 5,20    | 2,00   | 0,60   | 26,00  |
| 2016     | Indiana      | 7      | 7      | 32,2   | 43,4  | 33,3   | 80   | 3,86    | 4,29    | 2,14   | 0      | 11,57  |
| 2017     | Indiana      | 4      | 2      | 18,9   | 40    | 25     | 80   | 2       | 1,25    | 0,5    | 0,25   | 5,5    |
| Carrière | Carrière     | 38     | 31     | 29,9   | 42,7  | 29,8   | 75,5 | 2,79    | 2,97    | 1,47   | 0,21   | 13,71  |

Dernière mise à jour effectuée le 18 avril 2020.

## Records sur une rencontre en NBA
Les records personnels de Monta Ellis en NBA sont les suivants, :
| Type de statistique        | Saison régulière | Saison régulière        | Saison régulière | Playoffs | Playoffs             | Playoffs      |
| Type de statistique        | Record           | Adversaire              | Date             | Record   | Adversaire           | Date          |
| -------------------------- | ---------------- | ----------------------- | ---------------- | -------- | -------------------- | ------------- |
| Points                     | 48               | Thunder d'Oklahoma City | 7 février 2012   | 34       | Rockets de Houston   | 24 avril 2015 |
| Paniers marqués            | 18               | 3 fois                  | 3 fois           | 15       | Rockets de Houston   | 24 avril 2015 |
| Paniers tentés             | 39               | Bulls de Chicago        | 18 janvier 2010  | 26       | @ Rockets de Houston | 28 avril 2015 |
| Paniers à 3 points réussis | 7                | Magic d'Orlando         | 11 mars 2011     | 3        | 4 fois               | 4 fois        |
| Paniers à 3 points tentés  | 11               | 2 fois                  | 2 fois           | 8        | @ Rockets de Houston | 21 avril 2015 |
| Lancers francs réussis     | 16               | Jazz de l'Utah          | 7 janvier 2012   | 6        | 2 fois               | 2 fois        |
| Lancers francs tentés      | 19               | Grizzlies de Memphis    | 3 novembre 2010  | 7        | Spurs de San Antonio | 28 avril 2014 |
| Rebonds offensifs          | 7                | Magic d'Orlando         | 3 décembre 2007  | 3        | Jazz de l'Utah       | 13 mai 2007   |
| Rebonds défensifs          | 10               | 2 fois                  | 2 fois           | 5        | 3 fois               | 3 fois        |
| Rebonds totaux             | 12               | 2 fois                  | 2 fois           | 6        | 2 fois               | 2 fois        |
| Passes décisives           | 17               | @ Hawks d'Atlanta       | 12 avril 2013    | 9        | Rockets de Houston   | 24 avril 2015 |
| Interceptions              | 7                | 3 fois                  | 3 fois           | 4        | 3 fois               | 3 fois        |
| Contres                    | 5                | Cavaliers de Cleveland  | 16 novembre 2016 | 1        | 8 fois               | 8 fois        |
| Balles perdues             | 11               | @ Mavericks de Dallas   | 24 novembre 2009 | 6        | 2 fois               | 2 fois        |
| Minutes jouées             | 53               | 2 fois                  | 2 fois           | 42       | @ Rockets de Houston | 28 avril 2015 |

- Double-double : 48
- Triple-double : 0

## Salaires
| Année       | Equipe                   | Salaire      |
| ----------- | ------------------------ | ------------ |
| 2005-2006   | Warriors de Golden State | 448 762 $    |
| 2006-2007   | Warriors de Golden State | 664 209 $    |
| 2007-2008   | Warriors de Golden State | 770 610 $    |
| 2008-2009   | Warriors de Golden State | 11 000 000 $ |
| 2009-2010   | Warriors de Golden State | 11 000 000 $ |
| 2010-2011   | Warriors de Golden State | 11 000 000 $ |
| 2011-2012   | Warriors de Golden State | 11 000 000 $ |
| 2012-2013   | Bucks de Milwaukee       | 11 000 000 $ |
| 2013-2014   | Mavericks de Dallas      | 8 000 000 $  |
| 2014-2015*  | Mavericks de Dallas      | 8 360 000 $  |
| Total Gains | Total Gains              | 73 243 581 $ |
| 2015-2016   | Mavericks de Dallas      | 8 720 000 $  |

Note : * Pour la saison 2014-2015, le salaire moyen d'un joueur évoluant en NBA est de 4 500 000 $.